# Шлюб за розрахунком
Шлюб за розрахунком — це шлюб, який укладається насамперед для отримання юридичних, економічних або соціальних вигод, при цьому між подружжям немає значних емоційних та сексуальних стосунків. Також відомий як білий шлюб (за французьким висловом  mariage blanc), коли відсутня плотська консумація (подружжя не займається сексом).
У сфері імміграційного права говорять про шлюб за розрахунком (також відомий як захисний шлюб серед політичних активістів), якщо єдиною метою шлюбу є надання іноземному чоловікові / дружині права на проживання або призупинення зобов'язання покинути країну. Мотиви чоловіка/дружини, від якого/якої отримується право на проживання, можуть бути найрізноманітнішими. 
Шлюби за розрахунком укладаються в обмін на гроші або інші вигоди (послуги, сексуальні стосунки, матеріальні блага), з бажання допомогти або співчуття, а також через обман щодо справжньої мети шлюбу.

## Політичні шлюби
Шлюби за розрахунком, часто звані державними шлюбами, історично були звичайним явищем у королівських, аристократичних та інших впливових родинах для встановлення союзів між двома могутніми родинами. Прикладами можуть служити шлюби Агнеси де Куртене, її дочки Сібілли, Жанни д'Альбре та Катерини Арагонської.

## Юридичні вигоди

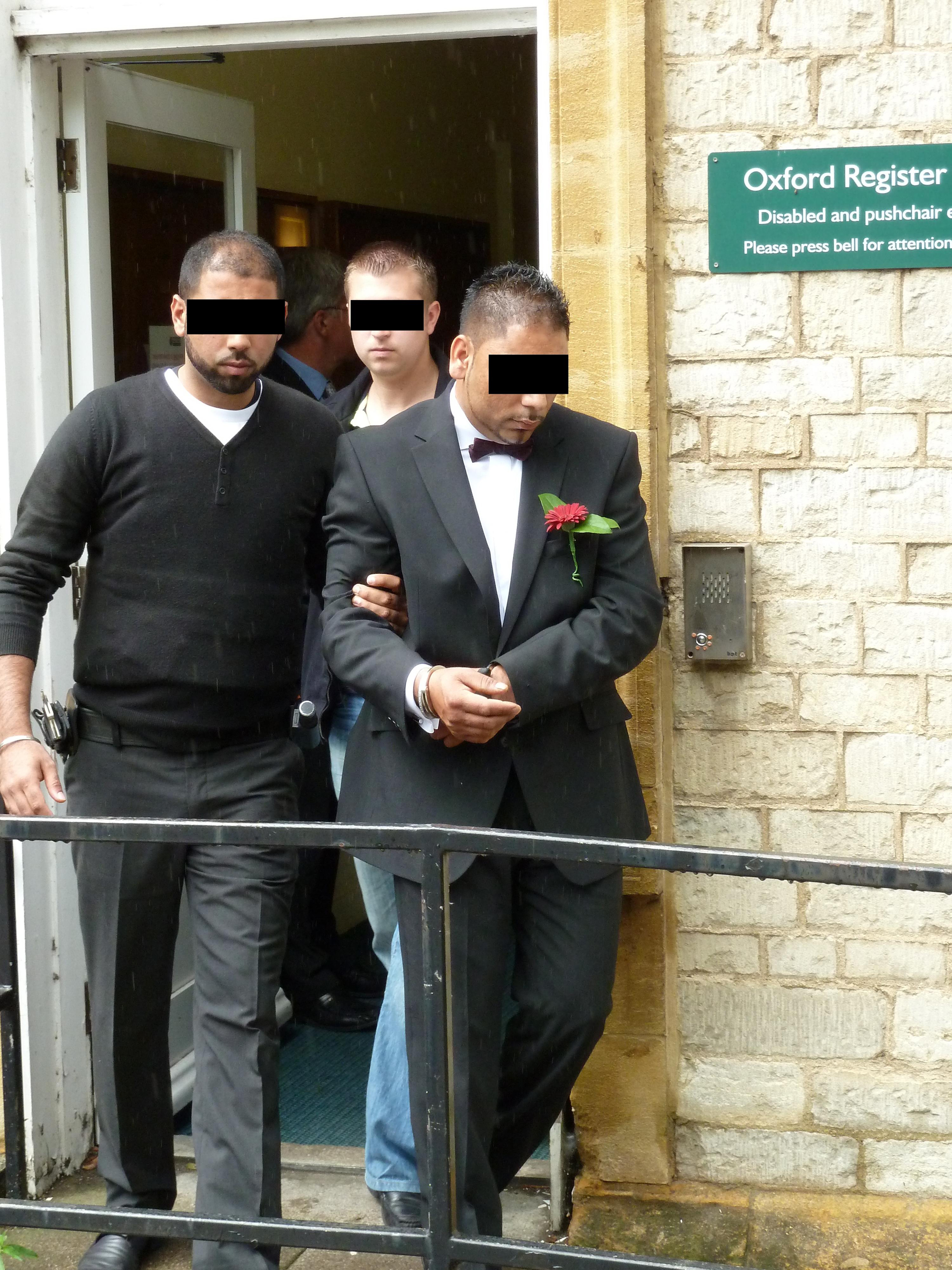
Операція співробітників Прикордонного агентства Великої Британії в Оксфордському РАЦС-бюро 8 червня 2010 року з метою припинення підозри у фіктивному шлюбі

Шлюби за розрахунком часто укладаються з метою використання різних лазівок у законодавстві. Пара може одружитися, щоб отримати громадянство або право на проживання, оскільки багато країн у всьому світі надають такі права тим, хто одружується з громадянином-резидентом. У США ця практика відома як шлюб з метою отримання грін-карти. В Австралії укладалися шлюби за розрахунком, щоб привернути увагу до законів уряду про допомогу молоді. 31 березня 2010 року двоє студентів уклали публічний і законний шлюб на галявині Університету Аделаїди, щоб обоє могли отримати повну допомогу для молоді. У США під час війни у В'єтнамі деякі пари одружувалися на час, коли чоловік підлягав призову на військову службу; пара домовлялася не підтримувати контакти, а потім анулювала шлюб (зазвичай через рік). Зазвичай оголошення про це публікуються в студентських газетах. Оскільки такі шлюби за розрахунком використовують лазівки в законі, вони часто призводять до юридичних наслідків. Наприклад, Імміграційна служба США (USCIS) може покарати за такі дії штрафом у розмірі 250 000 доларів і п'ятьма роками тюремного ув'язнення.

### США

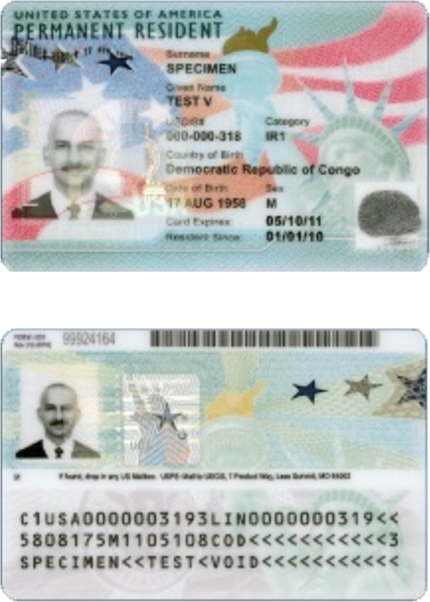
Американська грін-карта

Шлюб за грін-картою — це шлюб за розрахунком між законним резидентом Сполучених Штатів Америки та особою, яка не мала б права на отримання посвідки на проживання, якби не перебувала у шлюбі з резидентом. Термін походить від наявності документів на постійне проживання («грін-карт») для подружжя легальних резидентів Сполучених Штатів, де шлюб є одним з найшвидших і найнадійніших способів отримати легальне проживання. Шлюб, якщо він є законним, дає право подружжю жити та працювати в Сполучених Штатах, як і в більшості інших країн. У США з 1998 по 2007 рік було видано 2,3 мільйона шлюбних віз, що становить 25 % від усіх грін-карт, виданих у 2007 році. Навіть якщо чоловік/дружина-нерезидент раніше був нелегальним іммігрантом, шлюб дає право на проживання в США.
Більшість шлюбів між резидентами та нерезидентами укладаються з різних причин, не пов'язаних з резидентством. Проте, отримання резидентства через шлюб є незаконним у США, якщо сам шлюб є фіктивним. Шлюб, єдиною метою якого є отримання легального резидентства, вважається фіктивним і є злочином у США для обох учасників.
Багато з цих угод є простими угодами між двома людьми, часто в обмін на гроші, що виплачуються законному резиденту. В інших випадках законний резидент стає мимовільною жертвою фіктивного шлюбу. Іноді шлюби організовуються злочинними організаціями, часом за співучасті корумпованих імміграційних чиновників, які за певну плату описують шлюб як законний в імміграційних документах.

### Швейцарія
У Швейцарії фіктивні шлюби караються грошовим штрафом або позбавленням волі, якщо навмисно приховується важлива інформація від імміграційних органів або якщо хтось одружується, щоб обійти імміграційне законодавство. До 2005 року участь у фіктивному шлюбі не каралася покаранням, але шлюб все одно розривався, якщо виявлялося зловживання правом що зазвичай призводило до втрати іноземцем дозволу на проживання і необхідності покинути країну. Шлюби з будь-якою іншою метою, крім ухилення від імміграційного законодавства (наприклад, уникнення податку на спадщину), є законними.

### Німеччина
У Німеччині шлюб захищений Конституцією тому іноземці, одружені з німцями, зазвичай мають право на отримання дозволу на проживання, навіть якщо вони були зобов'язані покинути країну до укладення шлюбу. Захист шлюбу та сім'ї також є юридичною перешкодою для депортації, якщо шлюб неминучий. У певних випадках подружжя іноземців також мають право на отримання дозволу на проживання; для подружжя громадян ЄС, які мають право на свободу пересування, застосовується Розділ 3 Закону про свободу пересування/ЄС.
Фіктивний шлюб можна диференціювати за часом та партнером на первинний або наступний фіктивний шлюб, а також на односторонній та двосторонній фіктивний шлюб. У первинному фіктивному шлюбі принаймні один з подружжя не має наміру жити у шлюбних відносинах на момент укладення шлюбу. Подальший шлюб за розрахунком зазвичай відбувається, коли партнери відмовляються від своїх початкових шлюбних стосунків, але зберігають видимість шлюбних стосунків для зовнішнього світу. В односторонньому шлюбі за розрахунком лише один з партнерів не має наміру проживати разом як подружня пара; у двосторонньому шлюбі за розрахунком жоден з партнерів не має наміру проживати разом як подружня пара.
Початковий, взаємно фіктивний шлюб може бути анульований, за необхідності, судом у справах сім'ї, хоча заяву також може подати адміністративний орган (відповідно до законодавства штату, наприклад, офіс громадського порядку). У випадку односторонніх або наступних шлюбів єдиною можливістю є розлучення, як правило, лише після одного року роздільного проживання.
Формально (все ще) дійсний шлюб за розрахунком не має конституційного захисту, тому з нього не може випливати право на статус перебування. Однак, вже отримане або надане право на проживання не припиняє свого існування негайно, а може бути анульоване компетентним органом через відкликання або скорочення терміну дії дозволу на проживання.
Шлюб за розрахунком не є кримінальним злочином у Німеччині. Кримінальна відповідальність може настати лише в тому випадку, якщо посвідка на тимчасове проживання подається на підставі шлюбу і, таким чином, має місце обман щодо існування шлюбного партнерства. Німецький чоловік або дружина, які підтверджують імміграційній службі, що вони живуть у шлюбному партнерстві, також скоюють злочин. Для цілей кримінальної відповідальності не має значення, чи був шлюб за розрахунком укладений в обмін на гроші та представлений зовнішньому світу як справжній шлюб, чи дії були вчинені з інших, негрошових причин. Крім того, для вчинення злочину не має значення, чи було отримано дозвіл на проживання на підставі неправдивої інформації, чи ні.
На практиці, як німецькі, так і іноземні учасники фіктивних шлюбів регулярно отримують обвинувальні вироки. Імміграційні органи та поліція зазвичай збирають відповідні докази шляхом одночасного та роздільного опитування партнерів про обставини їхніх стосунків, шлюбу та умов проживання, а також шляхом проведення розслідувань на місці (наприклад, опитування сусідів, несподівані інспекційні візити рано вранці тощо). Цих заходів зазвичай достатньо для того, щоб кримінальні суди винесли обвинувальний вирок.
З точки зору адміністративного права, шлюб за розрахунком не дає права на отримання посвідки на проживання. Якщо посвідка на проживання була видана (спочатку), вона, як правило, може бути анульована. У разі подальшого розірвання шлюбу, який спочатку був дійсним, іноземний чоловік або дружина може мати право на самостійне проживання. Однак надання неправдивої інформації імміграційним органам може переслідуватися за законом. У зв'язку з цим це є підставою для висилки, що означає, що загальні умови для надання нового продовження посвідки на проживання більше не виконуються. Однак на практиці депортація зазвичай призначається тільки в тому випадку, якщо без фіктивного шлюбу не було б ніякого іншого права на проживання.

## Гомосексуальність
Ще однією поширеною причиною шлюбів за розрахунком є приховування гомосексуальності одного з подружжя в місцях, де відкрите визнання своєї гомосексуальності карається законом або може завдати шкоди. Такий фіктивний шлюб, іноді званий «лавандовим шлюбом», зазвичай укладається для підтримки видимості гетеросексуальності та уникнення негативних наслідків дискримінації ЛГБТ. У таких шлюбах може бути одна гетеросексуальна і одна гомосексуальна пара, або дві гомосексуальні пари: лесбійка і гей, які перебувають у шлюбі одне з одним. У випадку, коли гей одружується з жінкою, іноді кажуть, що жінка є його «бородою», а у випадку, коли лесбійка одружується з чоловіком, іноді кажуть, що чоловік є її «меркіном».

## Метафоричне використання
Вираз «шлюб за розрахунком» також став широко використовуватися для позначення будь-якого союзу між групами або окремими особами для взаємної (а іноді й незаконної) вигоди, або між групами, або окремими особами, які в інших обставинах не були б здатні працювати разом. Прикладом може служити «уряд національної єдності», подібний до того, що існував в Ізраїлі протягом більшої частини 1980-х років або у Великій Британії під час Другої світової війни. У більш конкретному сенсі, коаліція відноситься до політичної ситуації, яка може виникнути в країнах з напівпрезидентською системою (особливо у Франції), де президент і прем'єр-міністр належать до протилежних політичних таборів.

## В культурі
Ця тема була літературно висвітлена в романі Томаса Манна 1909 року «Королівська високість», в якому описується молодий мрійливий і непрактичний принц, який змушений укласти шлюб за розрахунком, що в кінцевому підсумку виявляється щасливим. Історія повторює модель роману і шлюбу самого Манна з Катією Манн у лютому 1905 року, який був благословенний шістьма дітьми, хоча причиною цього шлюбу були не державні інтереси чи рівність, а скоріше гомосексуальність автора, яка змусила його прагнути прийняття та створення сім'ї (разом із, до речі, перспективою багатого посагу) в епоху, коли гомосексуальність ще каралася і піддавалася остракізму. Однак його любов до чоловіків залишилася, але він переживав її платонічно.